# Православни богословски факултет Свети Василије Острошки
Православни богословски факултет Свети Василије Острошки у Фочи налази се у саставу Универзитета у Источном Сарајеву, једног од два државна универзитета у Републици Српској.
Декан Богословског факултета је протојереј-ставрофор проф. др Дарко Ђого.
Богословски факултет и Богословија у Фочи насљедници су Сарајевске богословије основане 1882. године у Сарајеву. Рад богословије прекинут је 1941. године, а након окончања Другог светског рата забрањено је њено обнављање. Српској православној цркви није ни данас враћена зграда у Сарајеву у којој је до почетка Другог свјетског рата била смјештена Богословија. Рад Сарајевске богословије обновљен је 1994. године у Фочи (Србињу) отварањем Духовне академије, а од 1996. године дјелује и Богословска средња школа.

## Историјат

### Прва седница Матице Духовне академије и отварање
Прва седница Матице Духовне академије одржана је 13. септембра 1994. године, што практично представља и прву седницу Духовне академије. Матицу је именовао Свети архијерејски синод у саставу: митрополит црногорско-приморски др Амфилохије, редовни професор Богословског факултета у Београду, епископ захумско-херцеговачки др Атанасије (Јевтић), редовни професор Богословског факултета, именован за ректора Духовне академије, протођакон др Прибислав Симић, редовни професор Богословског факултета, епископ жички Стефан, председник Просветног одбора Светог архијерејског синода, и проф. др Жарко Видовић, пензионисани професор Универзитета. Поред чланова Матице седници је присуствовао и митрополит Дабробосански Николај.
До свечаног отварања Духовне академије урађен је наставни план, који је одобрио Свети архијерејски синод 28. септембра 1994. године. Свечано отварање било је на дан Покрова Пресвете Богородице 14. октобра 1994. године. Свету Литургију служио је митрополит Црногорско-Приморски Амфилохије, изасланик Светог архијерејског синода, који је отворио школу, уз саслужење митрополита Дабробосанског Николаја, епископа Жичког Стефана, епископа Милешевског Василија и епископа Захумско-Херцеговачког Атанасија, са више свештеника и ђакона. На Литургији су били присутни представници власти Републике Српске: Никола Кољевић и Биљана Плавшић, потпредседници Републике Српске, академик проф. др Војислав Максимовић, ректор Универзитета у Српском Сарајеву, Драган Давидовић, министар вера, проф. др Љубомир Зуковић, министар за образовање, науку и културу, Љубиша Владушић, комесар Комесаријата за избеглице, академик проф. др Бориша Старовић, декан Медицинског факултета у Србињу, председници скупштина и извршних одбора свих општина са подручја српске Херцеговине, други гости, као и први уписани студенти, њих 14, којима је ректор Академије епископ Захумско-Херцеговачки Атанасије поделио индексе.

### Друга седница Матице Духовне академије
Истог дана одржана је друга седница Матице професора Академије на којој су предмети на првој години студија поверени следећим професорима: Свето писмо Старог завета и патрологија епископу Атанасију; увод у богословље и еклисиологија (организација) са мисијом митрополиту Амфилохију; литургика проф. др Прибиславу Симићу; историја философије проф. др Жарку Видовићу; Свето писмо Новог завета митрополиту Николају; етика мр Јовану Цветићу, предавачу на Богословском факултету Српске православне цркве у Либеритивилу; црквенословенски језик протојереју-ставрофору Лазару Васиљевићу, који је истовремено изабран за секретара Духовне академије.
Прота Лазар Васиљевић је од самог оснивања Духовне академије са митрополитом Николајем улагао огроман труд у организовање школе.
Из здравствених разлога први ректор-декан Духовне академије епископ Атанасије је 1998. године поднео оставку. За његовог наследника изабран је протојереј проф. др Предраг Пузовић, док је еп. Атанасије продужио да држи наставу у Академији до 18. септембра 1999. године, када је поднео оставку и на ту дужност.

## Организација рада, наставни планови и програми
У школској 1994/95. години било је 27 уписаних студената, међу њима неколицина некадашњих и садашњих професора Духовне академије (Богословског факултета) и Богословије у Фочи.
Од школске 1996/97. године, у комплекс Духовне академије усељени су професори и ученици Богословије Света Три Јерарха из манастира Крка, који су се нашли у избеглиштву и један разред Призренске богословије, када је овој школи услед рата онемогућен рад у Призрену.
Када је 2000. године обновљен послератни рад Богословије у манастиру Крка, Фочанска богословија је преименована у Богословију „Светог Петра  Сарајевског”, тако су се под истим кровом нашле висока и средња теолошка школа са заједничким интернатом и капелом.
На Духовној академији данас студира око 300 студената, док у четворогодишњој богословији има преко 100 ученика.
Прва брига новог ректора-декана била је да се све катедре попуне професорима са универзитетским звањима. Пошто се радило по Уредби Богословског факултета, приступило се изради Основне уредбе о Духовној академији. Уредба је завршена у кратком року и њом су регулисане основне, магистарске и докторске студије. Одобрена је од Светог архијерејског сабора Српске православне цркве и од Универзитета у Српском Сарајеву. Приликом усвајања Уредбе од Универзитета у Српском Сарајеву препоручено је да се у наставни план и програм основних студија уврсти српски језик и српска књижевност, што је и урађено. Пошто се увећао број студената 2001. године организована је и студенска служба.
У Духовној академији се свечано прослављају Свети Сава и патрон школе Свети Василије Острошки, када се студентима и ученицима додељују награде за израђене светосавске темате.
Први студенти су дипломирали 1999. године. Дипломе су уручене на дан славе – Светог Василија Острошког. Прву диплому је уручио митрополит Николај, потом су дипломе уручили ректор Универзитета у Српском Сарајеву академик проф. др Бориша Старовић и ректор-декан Духовне академије проф. др Предраг Пузовић.
Академију је посетио патријарх српски Павле и скоро сви епископи Српске православне цркве. Октобра 2002. године Академију је посетио архиепископ Ростовски Пантелејмон.
Духовна академија Светог Василија Острошког и Богословија Св. Петра, митрополита Сарајевског данас су савремено опремљене школе. Поред кабинета за стране језике, поседују компјутерски центар, салу за спорт и рекреацију и веома леп амфитеатар, цркву Светог Василија Острошког и Светог Петра Дабробосанског.
Православни богословски факултет „Свети Василије Острошки” издаје часопис „Годишњак”.

## Упис на Академију
На студијском програму основних академских студија Православна теологија – општи смјер и Богословско пастирски – практични смјер, студенти се уписују на основу конкурса који расписује Универзитет у Источном Сарајеву. Приједлог броја слободних мјеста за упис утврђује Православни богословски факултет „Свети Василије Острошки” у Фочи у складу са друштвеним и црквеним потребама и властитим ресурсима – расположивим просторним и кадровским могућностима.
Упис студената на студијске програме основних академских студија врши се у складу са Законом о високом образовању, Статутом Универзитета у Источном Сарајеву, и Правилником о полагању пријемних испита и уписа на студијске програме које реализује Православни богословски факултет. Врста и начин провјере знања, склоности и способности на пријемном испиту у потпуности одговарају природи студијског програма.
Упис на основне студије обављају се сваке године крајем јуна и првих дана јула у основном конкурсном року, а по потреби и почетком септембра у додатном року (пријављивање, писмени пријемни испит и сам упис).

## Библиотека богословије
Одмах по отварању Академије почело се са прикупљањем књига за библиотеку. Књиге су добијане: поклонима, путем прилога и куповином. Међу највеће дародавце књига спада Светислав Мандић, који је поклонио 2.624 књиге. Овде треба поменути поклоне Историјског института САНУ, Византинолошког института у Београду и Института за књижевност и уметност Београд. Највеће заслуге за увећање библиотечког фонда припадају митрополиту Николају. Захваљујући њему добијена су сва издања Руске цркве и купљени у Грчкој комплети дела Светих отаца. Око сређивања библиотеке огроман труд је уложио мр Бранислав Кончаревић, асистент Духовне академије. Данас библиотека броји преко 30.000 наслова.

## Научни скупови
Духовна академија је организовала неколико веома успелих научних скупова: Личност и дело еп. Николаја Велимировића, 1996; Православни дух у српској књижевности, 1997; Хиландар у српској књижевности, науци и уметности, 1998; 650 година Саборског светогорског томоса (1351-2001), где је централна тема била личност и учење Св. Григорија Паламе, 2001. године. На последњем научном скупу узели су учешће познати професори из Грчке, Русије и Француске. Духовна академија издаје професорски Годишњак и студентски часопис Нови Источник.

## Награде и признања
За успешан рад Академија је одликована највишим државним одличјем, Орден Његоша, 2001. године од председника Републике Српске и Граматом митрополита Дабробосанског Николаја.